# Avgoest Tsivolko
Avgoest Karlovitsj Tsivolko (Russisch: Август Карлович Циволько) (1811 – 28 maart [O.S. 16 maart] 1839), ook gespeld als Tsivolka, was een Russische zeevaarder en poolonderzoeker.
Na te zijn afgestudeerd aan de zeevaartschool, ging hij varen op de Oostzee. In 1832 voer hij van Kronsjtadt naar Nederland. Van 1834 tot 1835 nam Tsivolko deel aan de expeditie naar Nova Zembla onder leiding van Pachtoesov, waarbij hij het bevel voerde over de karbas (schip dat op de Witte Zee werd gebruikt) Zakazov. Tijdens deze reis overwinterde het gezelschap bij de zeestraat Matotsjkin Sjar, waarna over 160 kilometer de oostelijke kust van Severnyeiland werd verkend tot aan Kaap Zjelania. Bij het onderzoeken van de westelijke kust van het eiland Berch werd zijn schip gekraakt door het ijs. De bemanning werd gered door handelaar A. Jeremin, die hem terugbracht naar het vasteland. In 1836 nam hij deel aan een onderzoek bij de scherenkust van het Grootvorstendom Finland.
In 1837 voerde Tsivolko het bevel over de schoener Krotov tijdens de expeditie naar Nova Zembla onder leiding van Baer, waarbij hij de zeestraat Matotsjkin Sjar in kaart bracht. In 1838 werd hij aangesteld over een hydrografische expeditie langs de noordelijke en noordoostelijke kusten van Nova Zembla op de schoeners Novaja Zemlja en Sjpitsbergen. Toen de schepen de Melkajabaai aan de zuidwestzijde van Severnyeiland bereikten, kreeg hij scheurbuik. Hij stierf tijdens de overwintering.
Naar hem zijn in de Karazee een Golf en de Tsivolko-eilanden van de Nordenskiöldarchipel vernoemd en in de Baai van Peter de Grote nog een eiland.